# Атанас Буров (площад в София)
Площад „Атанас Буров“ е площад, намиращ се в центъра на София. Кръстен е на българския политик Атанас Буров. Разполага се между булевард „Цар Освободител“ и улица „Леге“. Площадът стои пред Сградата на Президентството на Република България.

## История
До 2004 г. площадът няма официално име, но бива наричан „площада пред Президентството“. Той получава официалното си име на 15 май 2004 г. по случай 50 години от смъртта на Атанас Буров и бива открит на същия ден от депутати, банкери и общинари.
Фонтанът на площад „Атанас Буров“ е проектиран и изграден през 50-те години на ХХ век, но е реконструиран през 2014 г. Неговата реконструкция включва поставянето на нови светлини, неръждаеми тръби и три вида фонтанни дюзи в периферията и в центъра на кръга.

## Забележителности
Площадът се намира непосредствено до Сградата на Президентството на Република България. В близост до него се намира Народното събрание на Република България и Националният археологически институт с музей към БАН. Срещу площада се намира и площад „Независимост“. Подлезът, който се намира на площада, свързва двата тротоара на бул. „Цар Освободител“.